# Enartrosis

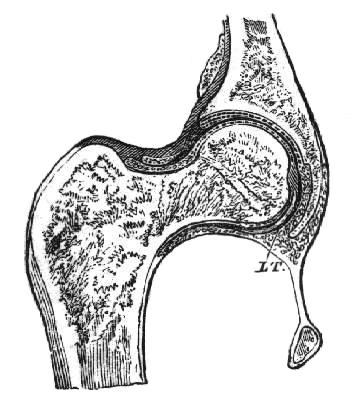
Articulación coxofemoral

En anatomía, la enartrosis, o articulación esferoidea, es un tipo de articulación en el esqueleto de los animales vertebrados. Se caracteriza por su gran movilidad y por la forma esferoide de sus superficies, de las cuales una es convexa en forma de cabeza y la otra, cóncava. 
La enartrosis comprende las articulaciones escápulohumeral, coxofemoral.  